# La Canción Inesperada
La Canción Inesperada é o quinto álbum de estúdio da carreira solo do cantor gaúcho Wander Wildner, produzido por Alexandre Kassin e Berna Cepas, co produzido por Fabiano estevão, e lançado em 2008 pelas gravadoras Fora da Lei e Unimar Music. O disco vendeu 20 mil cópias segundo a gravadora.

## Faixas
1. "Um Bom Motivo" (Gustavo Kaly) – 4:07
2. "La Canción Inesperada" (Wander Wildner) – 3:34
3. "Os Pistoleiros" (Diógenes Fischer, André Gocks) versão original: Os Pistoleiros – 3:04
4. "Porta Retratos" (Wildner) – 4:34
5. "Amigo Punk" (Frank Jorge, Marcelo Birck) versão original: Graforréia Xilarmônica – 3:50
6. "Bocomocamaleão" (Antonio Villeroy, Jimi Joe) – 3:50
7. "Wynona" (Wildner) – 3:37
8. "Without You" (Pete Ham, Tom Evans) versão original: Badfinger – 3:26
9. "Filme Chinês" (Wildner) – 3:58
10. "O Reverendo Rock Gaúcho" (Wildner) – 3:57
11. "Mares de Cerveja" (Nenung, Carlos Panzenhagen) versão original: A Barata Oriental – 3:06
12. "En Su Corazón" (King Joe, Jimi Joe) – 3:22

## Prêmios e indicações

### Prêmio Açorianos
| Ano  | Categoria         | Indicação             | Resultado |
| ---- | ----------------- | --------------------- | --------- |
| 2008 | Disco de Pop/Rock | La Canción Inesperada | Indicado  |